# Emilia (województwo łódzkie)
Emilia – wieś w Polsce położona w województwie łódzkim, w powiecie zgierskim, w gminie Zgierz. 
Wieś jest siedzibą sołectwa o tej samej nazwie – Emilia.

## Historia
Nazwa Emilia pojawiła się w dokumentach dopiero około połowy XIX wieku. Jej powstanie związane jest prawdopodobnie z wyrębem lasów dla potrzeb Zgierza i Łodzi. Rozwijające się miasta potrzebowały drewna do budowy oraz żywności. Dlatego też na terenach po wyrębie lasów osadzano kolonistów. Zabudowania powstawały wzdłuż traktów komunikacyjnych, w tym przypadku wzdłuż traktu Łęczyckiego, który istniał od wieków.
W latach 1954–1968 wieś należała i była siedzibą władz gromady Emilia, po jej zniesieniu w gromadzie Proboszczewice. W latach 1975–1998 miejscowość administracyjnie należała do ówczesnego województwa łódzkiego.

## Komunikacja
Obecnie także węzeł drogi krajowej nr 91 z autostradą A2 (E30).
Przez wieś przebiega linia autobusowa łącząca Zgierz z Ozorkowem.